# Michael Fakhri

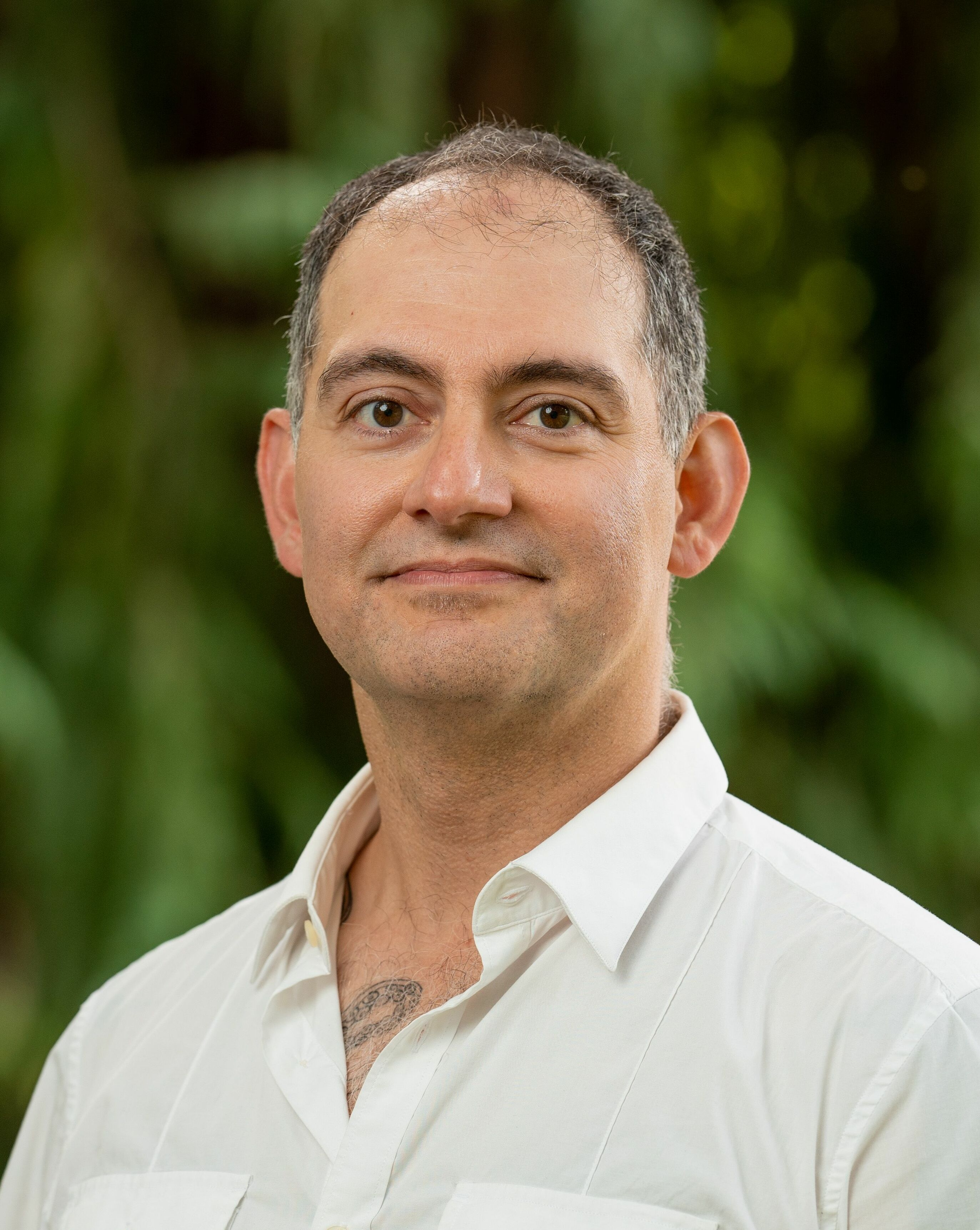
Michael Fakhiri (2022)

Michael Fakhri (* 1977) ist ein kanadischer Rechtswissenschaftler, Hochschullehrer und Menschenrechtsexperte. Er ist seit 2020 UN-Sonderberichterstatter zum Recht auf Nahrung.

## Herkunft und Ausbildung
Michael Fakhri entstammt einer nach Kanada emigrierten libanesischen Familie. Er studierte zunächst von 1995 bis 1998 an der University of Western Ontario Biologie, bevor er sich den Rechtswissenschaften zuwandte. An der Queen’s University in Kingston (Ontario) erwarb er einen Bachelor of Laws und erhielt 2002 die Anwaltszulassung in Ontario (called to the Bar). Von 2005 bis 2006 absolvierte er einen Master-Studiengang an der Harvard Law School (LL.M.). 2011 promovierte er an der University of Toronto zum Doctor of Juridical Science (S.J.D.).

## Karriere
Von 2001 an arbeitete Fakhri in der Anwaltskanzlei McMillan Binch LLP in Toronto, 2003 wechselte er zu Swadron Associates. 2004 war er Gründungsmitglied der Arab Canadian Lawyers Association ebenfalls in Toronto.
Seit 2010 arbeitet er an der School of Law der University of Oregon in Eugene. Zunächst war er Assistant Professor, 2015 wurde er Associate Professor und seit 2021 ist er Lehrstuhlinhaber, Leiter des Food Resiliency Project, des Environmental and Natural Resource Law Center und der Fakultät.
Schwerpunkte seiner Forschung sind Ernährung und resiliente Landwirtschaft, Handelsrecht, internationales Wirtschaftsrecht, Agrarökologie und Menschenrechte. Er hatte Gastdozenturen an der University of Arizona und der Academy of European Law am European University Institute in Florenz inne. Darüber hinaus hält er weltweit Vorlesungen an Universitäten über Menschenrechte und Entwicklungsthemen, so in Südafrika, Ägypten, Libanon, Katar, Singapur, Italien, in der Schweiz, Island, den Vereinigten Staaten und Großbritannien. Er führt öffentliche Dialoge mit Bauernverbänden, Gewerkschaften und Menschenrechtsaktivisten in der arabischen Welt, Nordamerika und bei internationalen Organisationen wie der Welthandelsorganisation (WTO).

## Ehrenamtliche Tätigkeiten
Seit 1. Mai 2020 ist Michael Fakhri als Nachfolger der türkisch-US-amerikanischen Rechtswissenschaftlerin Hilal Elver UN-Sonderberichterstatter zum Recht auf Nahrung (englisch Special Rapporteur on the right to food) beim UN-Menschenrechtsrat.
Fakhri beklagt, dass nach jahrzehntelanger erfolgreicher Reduktion die Zahl der Hungernden auf der Welt seit Ende der 2010er Jahre wieder auf über 820 Mio. anstieg (2022). Lebensmittel dürften niemals als Waffe eingesetzt werden. Die Voraussetzungen für ihre Herstellung – Böden, Wasser und Energiequellen – seien bei Kriegen immer betroffen. Der Welthandel mit seinen internationalen Abkommen versage bei der Versorgung der Menschheit mit Nahrung und die WTO werde hier ihrer Verantwortung nicht gerecht. Vorausschauend plädiert er für die Förderung einer Landwirtschaft, die schonend mit Ressourcen umgeht, flexibel, anpassungsfähig und in lokalen Gemeinschaften verwurzelt ist.

## Privates
Fakhri spricht Englisch und Arabisch als Muttersprache, außerdem Französisch.

## Auszeichnungen (Auswahl)
- 2020 Faculty Excellence des University of Oregon Fund
- 2019 Margie Paris Award
- 2018 Faculty Summer Award
- 2017 Rippey Innovative Teaching Award
- 2014 Galen Scholar in Legal Writing
- 2014 Orlando J. Hollis Award
- 2012 Sony Scholar Award
- 2011 Resident Scholar des Wayne Morse Center for Law and Politics der University of Oregon

## Publikationen (Auswahl)
- mit Vasuki Nesiah und Luis Eslava (Hrsg.): Bandung, Global History and International Law: Critical Pasts and Pending Futures, Cambridge University Press, 2017
- Sugar and the Making of International Trade Law, Cambridge University Press, 2014
- The WTO, Self-Determination, and Multi-Jurisdictional Sovereignty, in American Journal of International Law Unbound 287, 2015
- Third World Sovereignty, Indigenous Sovereignty, and Food Sovereignty in Transnational Legal Theory 218, 2018
- Food Systems and Human Rights, Bericht A/76/237 an die UN-Generalversammlung, 27. Juli 2020
- Vision for the Right to Food Mandate, Bericht A/HRC/46/33 an den UN-Menschenrechtsrat, 24. Dezember 2020
- The Right to Food in the Context of International Trade Law and Policy, Bericht A/75/219 an die UN-Generalversammlung, 22. Juli 2020